# Troisième circonscription de la préfecture de Gunma
La troisième circonscription de la préfecture de Gunma (群馬県第3区, Gunma-ken dai-san-ku) est l'une des cinq circonscriptions législatives que compte la préfecture de Gunma au Japon.

## Description géographique
Entre 1994 et 2013, la troisième circonscription de la préfecture de Gunma regroupait les villes d'Ōta et Tatebayashi, le district d'Ōra et une partie du district de Nitta (ja) correspondant aux bourgs d'Ojima et Nitta (ja).
Entre 2013 et 2022, elle réunissait la majeure partie de la ville d'Ōta, la ville de Tatebayashi et le district d'Ōra.
Depuis 2022, elle comprend les villes d'Ōta et Tatebayashi et le district d'Ōra,.

## Députés
| Législature | Début de mandat | Fin de mandat | Député élu              | Parti politique | Parti politique |
| ----------- | --------------- | ------------- | ----------------------- | --------------- | --------------- |
| 41e         | 1996            | 2000          | Yoshio Yatsu (ja)       |                 | PLD             |
| 42e         | 2000            | 2003          | Yoshio Yatsu (ja)       |                 | PLD             |
| 43e         | 2003            | 2005          | Yoshio Yatsu (ja)       |                 | PLD             |
| 44e         | 2005            | 2009          | Yoshio Yatsu (ja)       |                 | PLD             |
| 45e         | 2009            | 2012          | Masaaki Kakinuma (ja)   |                 | PDJ             |
| 46e         | 2012            | 2014          | Hiroyoshi Sasagawa (ja) |                 | PLD             |
| 47e         | 2014            | 2017          | Hiroyoshi Sasagawa (ja) |                 | PLD             |
| 48e         | 2017            | 2021          | Hiroyoshi Sasagawa (ja) |                 | PLD             |
| 49e         | 2021            | 2024          | Hiroyoshi Sasagawa (ja) |                 | PLD             |
| 50e         | 2024            | -             | Hiroyoshi Sasagawa (ja) |                 | PLD             |